# Kreuzer Emden
Kreuzer Emden ist ein deutscher Spielfilm aus dem Jahre 1932 von und mit Louis Ralph in der Hauptrolle. Er rekonstruiert die Fahrt des Kleinen Kreuzers Emden im Ersten Weltkrieg.

## Handlung
Der Film beginnt kurz vor Ausbruch des Ersten Weltkrieges. Der als Verwalter bei der Deutschen Elektrizitätsgesellschaft tätige Mertens wird als Reservist einberufen und als Oberbootsmaat eingesetzt. Kurz zuvor heiratet er seine Braut Grete überstürzt. In einem Hotel wird eine Hochzeitsfeier ausgerichtet, auf der der ziemlich angetrunkene Matrose Petzold, einst Gretes Verlobter, unangenehm auffällt. Petzold wie Mertens sollen ihren Dienst auf dem Kreuzer Emden verrichten. Unter dem Kommando des erfahrenen Kapitän von Müller läuft das Schiff nach Kriegsbeginn aus, Zielrichtung Südostasien. Auf dem Weg in südliche Gefilde schließt sich die Emden zunächst dem Geschwader des Grafen Spee an. Bald aber erhält von Müller die Order, gemeinsam mit dem Tenderschiff Markomania eigenständig auf Kaperfahrt zu gehen. Im Rahmen dieser Direktive versenkt die Emden im Indischen Ozean mehrere britische Handelsschiffe und den englischen Truppentransporter Indus. Ein Auftrag führt den Kreuzer schließlich in den Hafen von Penang (Malaysia), wo der russische Kreuzer Schemtschuk vor Anker liegt. Auch dieses Schiff wird am 28. Oktober 1914 von der Emden versenkt.
Kapitän von Müller ist sich im Klaren, dass seine Glückssträhne nicht ewig anhalten wird. Besondere Gefahr droht durch die englische Funkstation „Keeling Island“ auf den Kokosinseln, über die der gesamte britische Funkverkehr zwischen London und Fernost läuft. Am 9. November 1914 wird diese Relaisstation durch einen aus 50 Mann bestehenden Landungstrupp zerstört, doch kann der Feind kurz zuvor eine Nachricht an den australischen Kreuzer HMAS Sydney absetzen. Es kommt zum Gefecht, bei dem die besser ausgestattete Sydney nach anfänglichen Fehlschüssen die Emden weitgehend zerstört. Mertens wird schwer verletzt. Ehe er stirbt, kann er sich mit seinem alten Rivalen Petzold versöhnen und nimmt ihm das Versprechen ab, sich um seine Frau Grete daheim zu kümmern. Wenig später stirbt jedoch auch Petzold im Schlachtengetümmel. Kapitän von Müller entscheidet sich angesichts der hoffnungslosen Lage zur Aufgabe des Schiffes und will die Emden auf Grund setzen. Er lässt die Kriegsflagge des Kreuzers herunternehmen und verbrennen, damit sie dem Feind nicht in die Hände fällt. Die Australier bergen die überlebenden deutschen Schiffbrüchigen und holen sie an Bord der Sydney. Auf Anordnung des englischen Schiffskommandanten dürfen die Männer ihre Waffen behalten und werden ehrenvoll behandelt.

## Produktionsnotizen
Kreuzer Emden entstand unter Einbeziehung zahlreicher Aufnahmen aus Louis Ralphs 1926 gedrehtem Stummfilm „Unsere Emden“ ab dem 14. März 1932. Am 8. Mai 1932 lag die Schnittfassung vor. Gedreht wurde in den Emelka-Studios von Geiselgasteig (bei München). Der Film besaß zehn Akte und war 2674 Meter lang. Die Zensur gab ihn am 18. Mai 1932 für die Jugend frei. Die Uraufführung erfolgte am 20. Mai 1932 im Münchner Phoebus-Palast. In Berlin konnte man Kreuzer Emden am selben Tag im Titania-Palast und im Primus-Palast sehen.
Die Bauten für den Tonfilm stammen aus den Händen von Willy Reiber. Dessen jüngerer Bruder Ludwig und Kollege Botho Höfer zeichneten für die hier gleichfalls zu sehenden Dekorationen der Ralph’schen Stummfilmfassung von 1926 verantwortlich. Walter Tjaden sorgte für den Ton. Komponist Friedrich Jung hatte auch die musikalische Leitung. Gespielt wurde ein Musiktitel: Das Matrosenlied „Den blauen Jungens sagt ein Mädel niemals ‚nein‘“.
Der damals ausschließlich als Schauspieler (Kabarettist) arbeitende, nachmalige Starregisseur Helmut Käutner gab hier an der Seite seiner Kollegen Bobby Todd, Kurd E. Heyne und Frank Norbert von der Kleinkunstbühne Die vier Nachrichter sein Filmdebüt.
Eine nationalsozialistisch eingefärbte dritte Fassung dieses Stoffes brachte Louis Ralph 1934 mit Heldentum und Todeskampf unserer Emden in die Kinos.

## Historischer Hintergrund
Die Emden war ein Kleiner Kreuzer der kaiserlichen Kriegsmarine Wilhelm II. Ihr Einsatzgebiet lag überwiegend im Fernen Osten. Mit Beginn des Ersten Weltkriegs wurde die Emden zwecks Entfachung eines Handelskriegs gegen feindliche Schiffe in den Indischen Ozean entsandt. Dort versenkte sie innerhalb von zwei Monaten 23 feindliche Handelsschiffe und zwei Kriegsschiffe bzw. brachte sie auf. Am 9. November 1914 unterlag sie in einem Gefecht dem australischen Kreuzer Sydney nahe den Kokosinseln. Insgesamt 136 Emden-Fahrer kamen bei diesem Gefecht ums Leben, die Überlebenden gingen in Kriegsgefangenschaft, allerdings mit Ausnahme der Männer des Landungstrupps, die sich nach langer Odyssee schließlich bis nach Konstantinopel durchschlagen konnten. Der Film orientiert sich hinsichtlich dieser Ereignisse weitgehend an den historischen Fakten.

## Kritiken
„Der Film ‚Kreuzer Emden‘ (Regie: Louis Ralph) ist vor mehreren Jahren als stummer Film gedreht worden (1926), der in Form einer rekonstruktiven Reportage die welthistorischen Fahrten des Kreuzers ‚Emden‘ von seiner Ausfahrt in Kiel nach den gelben Gewässern bis zu seiner Versenkung vor Keeling Island wiedergab. Die fortgeschrittene Tonfilmtechnik ermöglicht es heute, zu Wasser und zu Lande, über der Erde und unter dem Meeresspiegel Tonaufnahmen zu machen. Deshalb sah man sich veranlaßt, die stumme Fahrt der ‚Emden‘ tonfilmtechnisch etwas aufzufrischen, wobei man bewußt auf jede Ausschmückung, auf jede künstlerische Steigerung und Konstruktion dramatischer Ereignisse verzichtet hat. Man wollte den Helden unserer ‚Emden‘ ein filmisches Denkmal setzen, in dem man die Taten sorgfältig und sachlich rekonstruierte. Der Film dient der Erinnerung. Er will ein ernstes, schönes und bei aller Tragik stolzes Dokument des Ruhmes sein, der über der deutschen Flagge stand, wo sie während des Krieges auch wehen mochte…“

Paimann’s Filmlisten resümierte: „Trotz Vermittlung der Realität des Kriegsgeschehens, infolge sparsamerer Verwendung von Situationsskizzen und Fehlen von Zwischentexten weniger anschaulich. In den Dialog aufgenommene Kommandos sind, in ihrer monotonen Wiederholung ermüdend, weniger geeignet die Gefechtshandlungen, besonders bei der kaum zureichenden Differenzierung der Nationalitäten am Schlusse, unmißverständlich zu erläutern. Einzelschicksale werden nur in kleinen, den Stoff belebenden Episoden behandelt. Meist natürliche, ungezwungene Darstellung, wirksame Geräuschkulissen, passende Musik. (…) Ein ausgesprochener patriotischer, wenn auch nicht tendenziös eingestellter Kulturfilm.“

„Louis Ralphs Kriegsfilm, in dem er selbst den Kapitän der ‚Emden‘ spielt und nachvertonte Aufnahmen aus seinem Stummfilm ‚Unsere Emden‘ von 1926 einsetzt, singt ein Hohelied auf deutsche Soldaten, die im Ersten Weltkrieg gegen Engländer und Russen kämpfen.“